# Safet Sušić
Safet Sušić (* 13. dubna 1955, Zavidovići) je bývalý jugoslávský fotbalista bosenského původu a později trenér.
Vedl mj. reprezentaci Bosny a Hercegoviny.

## Klubová kariéra
Hrál na postu ofenzivního záložníka, proslul jako hráč s vynikající individuální technikou. Začínal v FK Sarajevo, s nímž se stal v roce 1980 vicemistrem Jugoslávie, zároveň se sedmnácti góly vyhrál soutěž střelců. V roce 1982 přestoupil do Paris Saint-Germain FC, kde vyhrál Francouzský fotbalový pohár 1983 a Ligue 1 1986. V roce 2012 ho časopis France Football vyhlásil nejlepším cizincem v historii francouzské ligy.

## Reprezentační kariéra
Za jugoslávskou reprezentaci odehrál 54 zápasů, zúčastnil se mistrovství světa ve fotbale 1982, mistrovství Evropy ve fotbale 1984 a mistrovství světa ve fotbale 1990, kde Jugoslávci postoupili do čtvrtfinále a Sušić skóroval v utkání proti Spojeným arabským emirátům (výhra 4:1).

## Trenérská kariéra
S trenéřinou začal v roce 1994.
Jako hlavní trenér bosenského národního týmu dovedl svoji zemi poprvé v historii na mistrovství světa ve fotbale (jednalo se o MS 2014 v Brazílii). Bosna a Hercegovina vypadla v základní skupině, když prohrála s Argentinou 1:2, s Nigérií 0:1 a porazila Írán 3:1. Po nevydařeném vstupu do kvalifikace na Mistrovství Evropy ve fotbale 2016 (pouze dva body ze čtyř zápasů) byl 17. listopadu 2014 od týmu odvolán.

## Rodina
Fotbalovým reprezentantem byl také jeho starší bratr Sead Sušić, jehož syn Tino-Sven Sušić nastoupil pod Safetovým vedením na MS 2014.